# Ranunculus nivalis
Espèce
La renoncule des neiges (Ranunculus nivalis) est une espèce de plante de la famille des renonculacées.